# Piotr Piechniak
Piotr Piechniak (* 9. März 1977 in Stalowa Wola, Polen) ist ein ehemaliger polnischer Fußballspieler.

## Karriere

### Verein
Piechniak begann seine Karriere in seiner Heimatstadt bei Stal Stalowa Wola. Hier debütierte er in der 2. Liga und avancierte schnell zum Stammspieler. In der Saison 1998/1999 spielte er für den Zweitligisten Hetman Zamość. Insgesamt spielte er fünf Saisons in der 2. Liga, bevor er 2000 zu Groclin Grodzisk in die Ekstraklasa wechselte. Mit Groclin gewann er zweimal den Polnischen Pokal und zweimal den Ligapokal. Nach der Fusion von Groclin Grodzisk und Polonia Warschau spielt er 2008/2009 bei Polonia Warschau. Zur Rückrunde der Saison 2008/2009 wechselte Piotr Piechniak zu Levadiakos nach Griechenland. Nach nur einer halben Saison kehrte er nach Polen zurück und unterschrieb bei Odra Wodzisław Śląski. Mit seinem neuen Klub stieg er am Ende der Saison 2009/10 ab. Er wechselte zu GKS Katowice in die zweite polnische Liga. Im Sommer 2011 verließ er den Verein in die dritte Liga zu CWKS Resovia. Im Sommer 2012 beendete er seine Laufbahn.

### Nationalmannschaft
In der polnischen Fußballnationalmannschaft debütierte er am 11. November 2003 in einem Freundschaftsspiel gegen Malta (4:0). Sein drittes und letztes Spiel für Polen bestritt Piechniak am 2. März 2007 in Jerez de la Frontera gegen Estland (4:0).

## Erfolge
- Polnischer Pokal: 2005 und 2007
- Polnischer Ligapokal: 2007 und 2008